# Wimmerella bifida
Wimmerella bifida är en klockväxtart som först beskrevs av Carl Peter Thunberg, och fick sitt nu gällande namn av Serra, M.B.Crespo och Thomas G. Lammers. Wimmerella bifida ingår i släktet Wimmerella och familjen klockväxter. Inga underarter finns listade i Catalogue of Life.